# Habitatge carrer del Carme, 7 (el Papiol)
L'Habitatge carrer del Carme, 7 és una obra eclèctica del Papiol (Baix Llobregat) inclosa a l'Inventari del Patrimoni Arquitectònic de Catalunya.

## Descripció
Habitatge entre mitgeres d'una sola planta força senzill. La façana és arrebossada imitant el carreuat de la pedra. Les obertures són allindades amb els marcs ressaltats amb motllures geometritzants. A la porta hi podem veure un guardapols amb una ornamentació força singular, suportat per unes mènsules, avui malmeses. Són uns elements punxeguts d'inspiració vegetal de poca alçada. Els brancals són falses pilastres acanalades molt poc sobresortints.Remata l'edifici un element sobresortint a la zona central amb motius naturals.